# 白山比咩神社 (恵那市)
白山比咩神社（しらやまひめじんじゃ）は、岐阜県恵那市の山岡町下手向に鎮座する神社。

## 祭神
- 主祭神　菊理姫神、伊邪那岐、伊邪那美
- 左祭神　天忍穂耳
- 右祭神　大己貴大

## 祭事
- 御幸祭:10月第2月曜日(体育の日)
- 還幸祭:御幸祭の翌日

## 歴史
往古の昔、伊勢神宮内宮の祠官である荒木田氏の者が当地に移り住み原野を開拓して荒木郷の郷主となった。
神亀元年(724年)8月30日、荒木田信足が、加賀国の白山三座の御分霊を美濃国恵那郡の雲路山に奉迎して神社を創建し、
伊勢神宮外宮の祠官である度会氏の渡會久光の次男の渡會久主を招いて社主とし荒木郷の総鎮守として白山宮と称した。
この社の東方には、神戸・神田・油田の地名があって、このことは中世には盛大に栄えた社であったと考えられる。
天正2年(1574年)、武田勝頼が東濃へ侵攻した際に、白山宮の神域及び別当寺の二百山 應龍寺と比丘寺、末社の神田明神も共に焼討されたと伝わる。
天正3年(1575年)権殿(仮拝殿)を建て祭祀を行った。
貞享元年(1684年)、白山宮の再建が行われた。
享保元年(1716年)石垣・石段を造築したが、其の後の濃尾地震で被災し、此れを修理した。
更に一の鳥居(猿爪村水上鳥峯)、二の鳥居(原村の中田)・三の鳥居・表鳥居を建立し、毎年、八朔の祭りには馬を献上し、原村の大馬場・小馬場にて「馬祭り」を行った。
中世において、郡上郡の白山中宮長瀧寺に関わる天台宗系の修験者が、應龍寺と比丘寺に住みながら、白山宮に奉仕していたものと考えられる。
安永8年(1779年)の困窮時に、境内にあった杉の巨木を七本と松と樅を伐採し、三河加茂郡小渡村小簗の者が百八両余で買い取った。その大杉の年輪は千三百から千四百あったという。
明治元年(1868年)境外地が没収された。
明治39年(1904年)、金 壱萬参千拾八圓弐拾銭を、国より支給された。
荒木郷と恵那郡七郷の内、二つの神社へ「秋の初穂」が手向村より起こったが、数次の山論争議に依り、手向村は、上手向と下手向に分裂して現在に至っている。
明治44年(1871年)7月、無格社の神明神社を併祀して、白山宮から白山比咩神社に改称した。

## 獅子舞
元禄15年(1702年)、信州小諸藩主であった松平乗紀が岩村藩主に移封されると、小諸の嫁獅子が城下の岩村に導入された。
享保年間に、その嫁獅子が下手向に伝わり、祭礼に奉納されるようになったと言われている。
大正13年（1924年）岩村の三浦半佐が嫁獅子を主役にして歌舞伎のさわり場面を上演するようになり、下手向でも習って白山比咩神社の祭礼に奉納するようになって、獅子芝居が始まった。
平成2年(1990年)1月、岐阜県無形民俗文化財指定を受けるに至った。保存会はそれに先立って、昭和63年(1988年)6月結成された。
平成7年(1995年)9月には、日米芸能交流のため、6道県の代表としてニューヨークのカーネギーホールで上演を果たした。
毎年開催される岐阜県獅子芝居公演の前には、下手向の獅子舞会館で稽古を行い、白山比咩神社への奉納獅子舞が受け継がれている。神社大祭においては、初日に神社から渡御し、夕方に獅子舞会館で「悪魔祓い」や「忠臣蔵七段目」など芸題を演じる。
翌日に獅子舞会館から神社へ練り歩いて帰る。神社大祭の2日間かけた芸能伝承が特徴である。現在は、少子化の影響で芸を守り継いでいくことが課題となっている。

## 交通
明知鉄道山岡駅から徒歩　約20分

## 関連リンク
- 白山比咩神社　岐阜県神社庁
- 白山比咩神社獅子舞保存会